# Hemigraphis
Hemigraphis là chi thực vật có hoa trong họ Acanthaceae.

## Hình ảnh

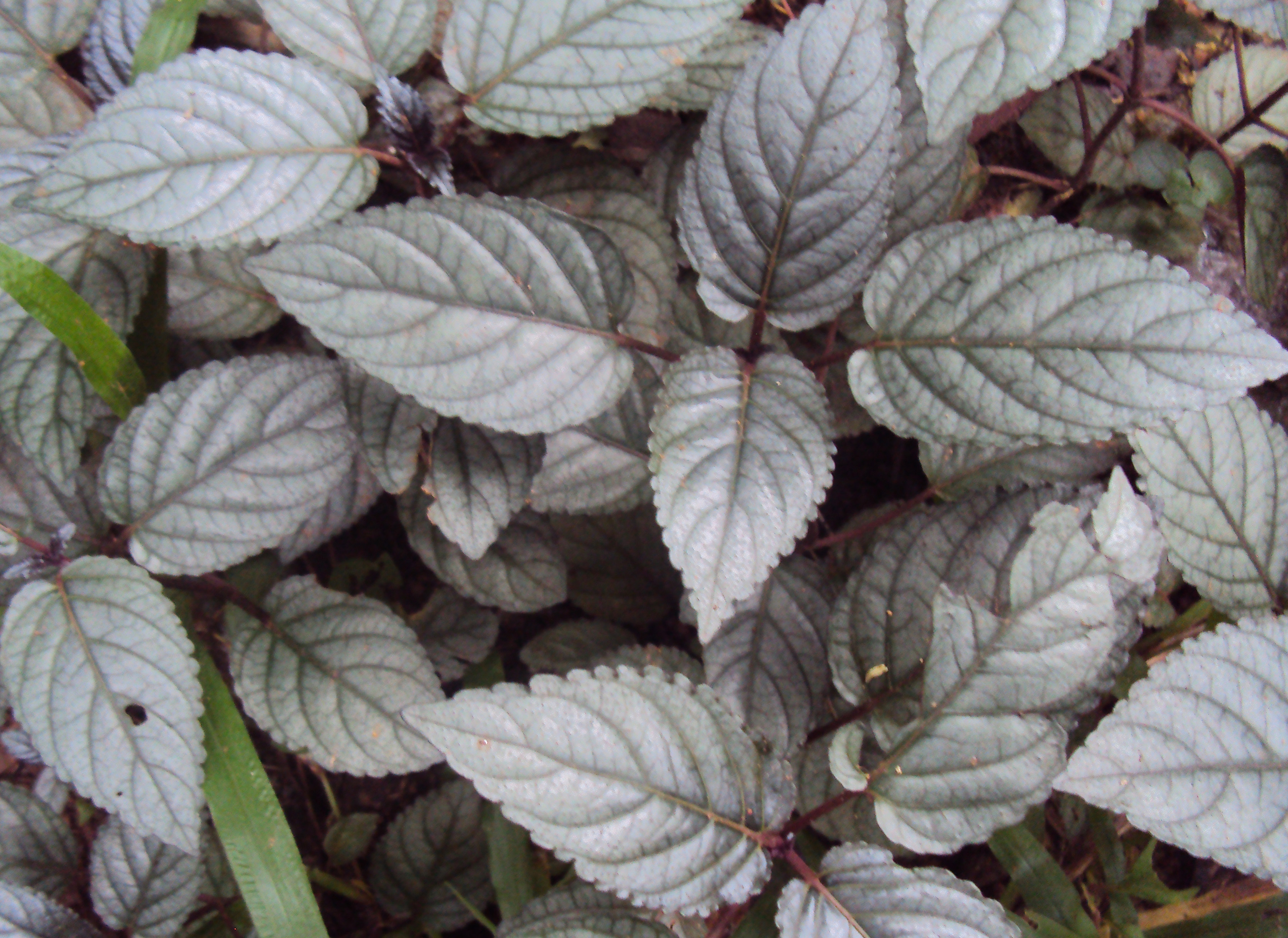
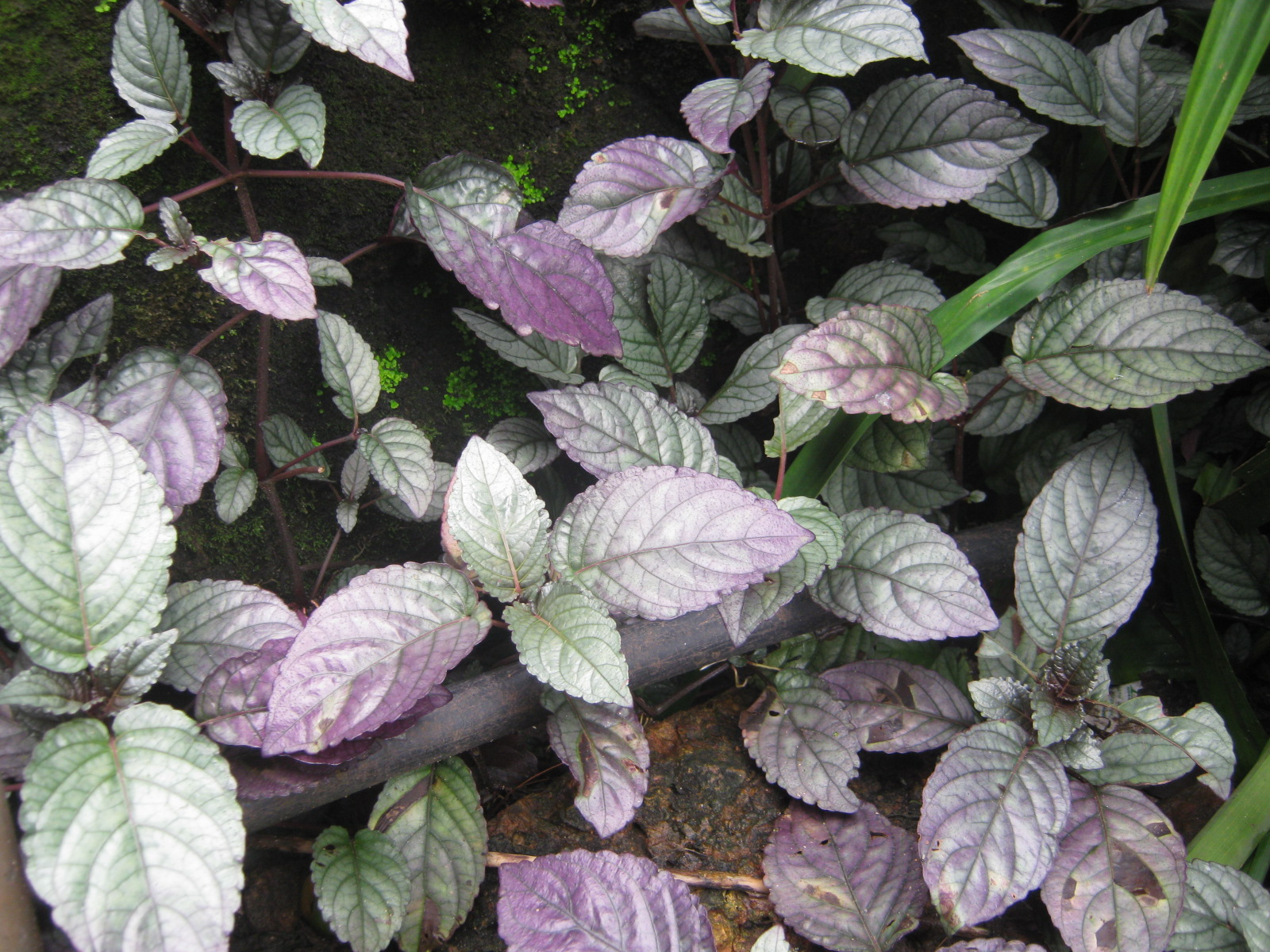